# Indochina Airlines
Indochina Airlines était une compagnie aérienne du Viêt Nam. Son appellation en vietnamien fut Hãng hàng không Đông Dương.
Elle a été fondée en mai 2008[réf. nécessaire] en tant qu'entreprise privée. La Indochina Airlines Corporation fut établie par Hà Hùng Dũng et d'autres compagnies en 2008. Ses premiers vols ont eu lieu le 25 novembre 2008 entre Hô-Chi-Minh-Ville, Hanoï et Đà Nẵng.
La compagnie cessa ses activités le 25 novembre 2009.

## Destinations
La compagnie aérienne desservait 3 aéroports domestiques au Viêtnam.
- Đà Nẵng  (DAD)
- Hanoi (HAN)
- Hô-Chi-Minh-Ville (SGN)

## Flotte
En novembre 2008, la flotte d'Indochina Airlines se composait de 2 Boeing 737-800.

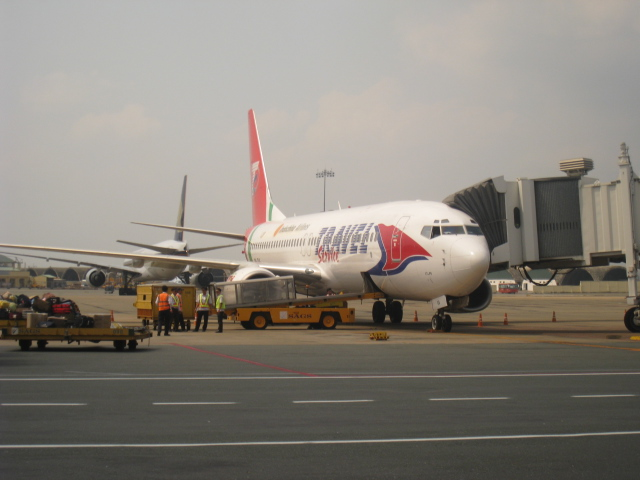
Boeing 737-800 d'Indochina Airlines en 2009
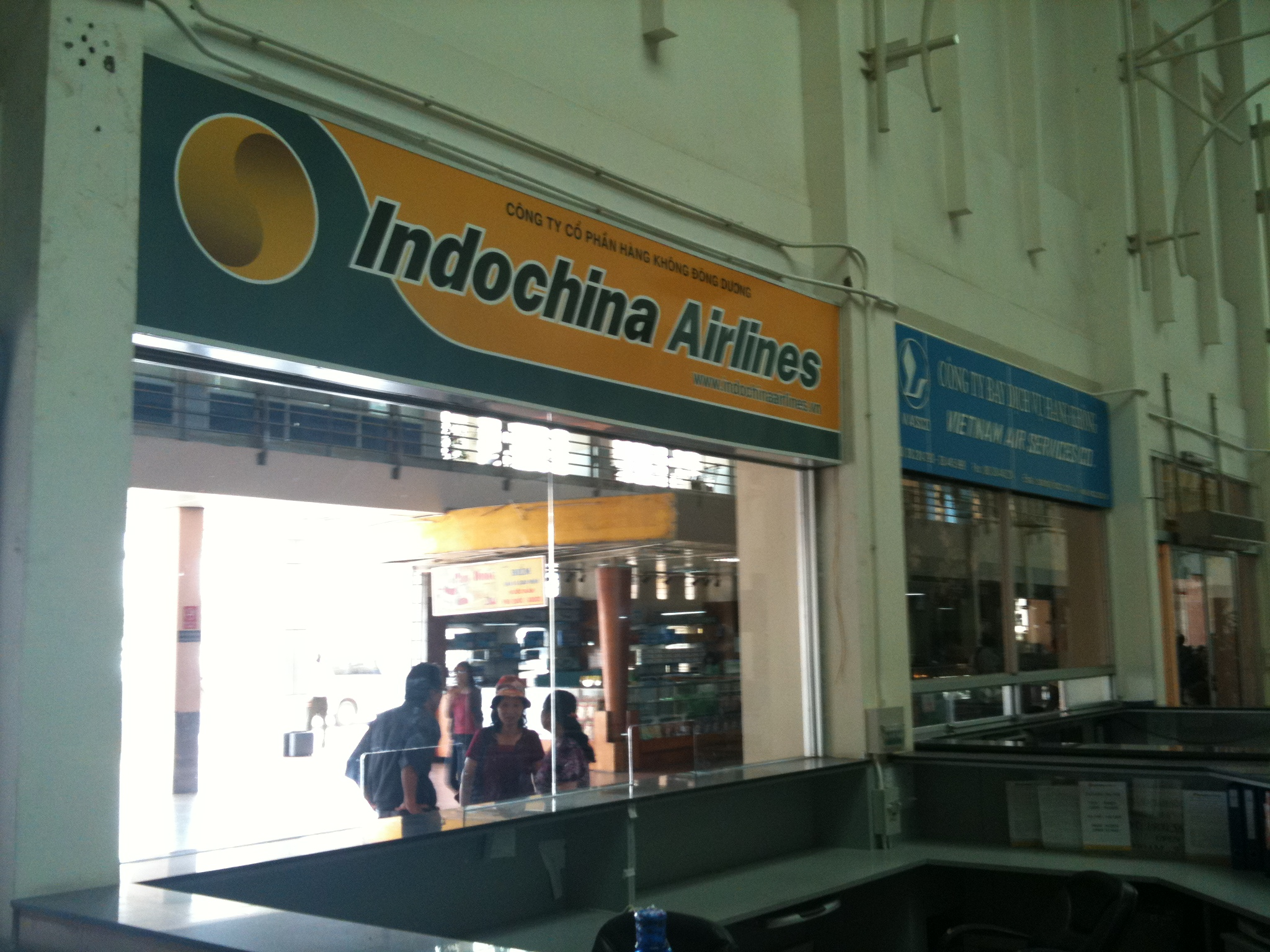
Comptoir de la compagnie